# Monumentos de Japón

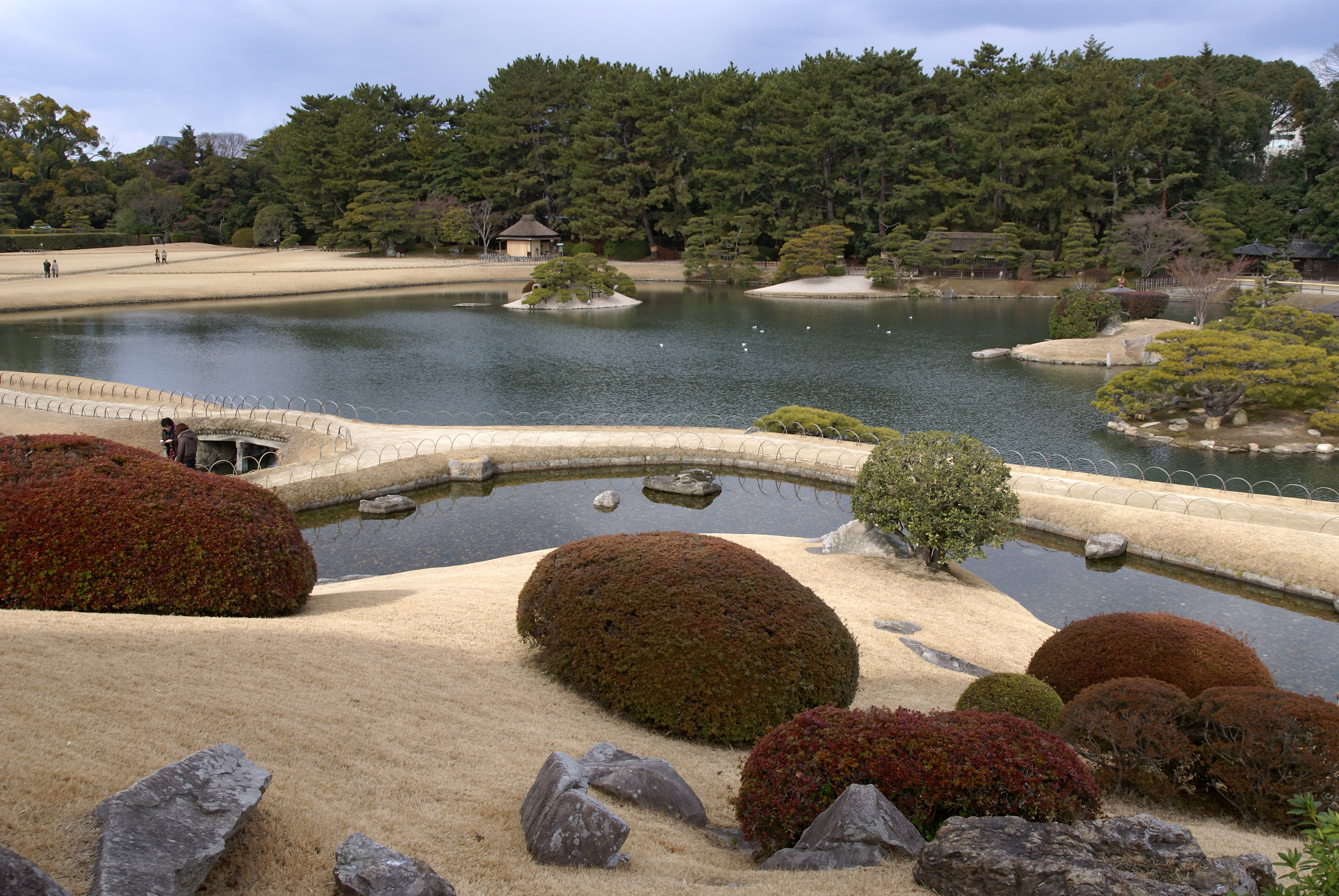
Kōraku-en en la prefectura de Okayama es un Lugar especial de belleza escénica designado.

Monumentos (記念物 kinenbutsu?) es un término colectivo utilizado por el Gobierno japonés para la Ley de Protección de los Bienes Culturales para indicar, genéricamente, los Bienes Culturales de Japón como sitios históricos del tipo de montículos de conchas, antiguas tumbas (kofun), sitios de palacios, de fuertes o castillos, viviendas residenciales monumentales y otros sitios de alto valor histórico o científico; jardines, puentes, gargantas, montañas, y otros lugares de gran belleza paisajística, además de otras relacionadas con la naturaleza, como animales (incluido su hábitat), plantas y formaciones geológicas o minerales de alto valor científico.

## Monumentos designados de Japón
El gobierno designa, en oposición al registro (Véase Monumentos registrados de Japón), elementos 'significativos' de este tipo como Bienes Culturales (文化 財 bunkazai) y los clasifica en una de las tres categorías siguientes:
- Sitios históricos (史跡 shiseki)
- Lugares de belleza paisajística (名勝, meishō)
- Monumentos naturales (天然 記念 物, tennen kinenbutsu)

Los elementos de importancia particularmente significativa pueden recibir una clasificación superior:
- Sitios históricos especiales (特別 史跡, tokubetsu shiseki)
- Lugares de belleza paisajística especiales (特別 名勝, tokubetsu meishō)
- Monumentos naturales especiales (特別 天然 記念 物, tokubetsu tennen kinenbutsu)

A 1 de marzo de 2016, había 3.178 monumentos designados a nivel nacional: 1.759 sitios históricos (incluidos 61 sitios históricos especiales), 398 lugares de belleza paisajística (incluidos 36 lugares de belleza paisajística especiales) y 1.021 monumentos naturales (incluidos 75 monumentos naturales especiales). Dado que un solo bien cultural se puede incluir dentro de más de una de estas categorías, el número total de bienes culturales es menor que la suma de las designaciones: por ejemplo, los Jardines de Hamarikyu son a la vez un sitio histórico especial y un lugar especial de belleza paisajística.
A 1 de mayo de 2013, había otros 2.961 sitios históricos, 266 lugares de belleza paisajística y 2.985 monumentos naturales designados a nivel de prefectura y 12.840 sitios históricos, 845 lugares de belleza escénica y 11.020 monumentos naturales designados a nivel municipal.
Los cambios del estado actual de un sitio o en las actividades que afectan su preservación requieren la autorización del Comisionado de Asuntos Culturales. El apoyo financiero para comprar y conservar las tierras designadas y para la utilización del sitio depende de los gobiernos locales.

## Criterios de designación

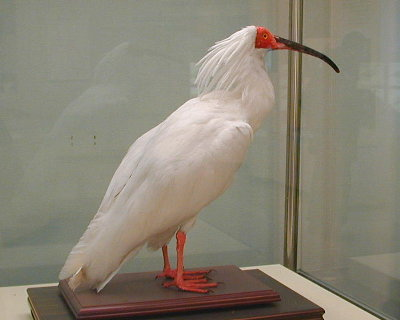
El toki es un Monumento natural especial designado bajo el criterio siguiente: "Animales que no son específicos de Japón, pero que necesitan ser preservados como animales japoneses característicos bien conocidos, además de su hábitat.

La Agencia para Asuntos Culturales designa monumentos en función de una serie de criterios. Un monumento puede ser designado en base a múltiples criterios.

### Sitios históricos y sitios históricos especiales
1. Montículos de conchas, ruinas de asentamientos, kofun, otras ruinas históricas de este tipo.
2. Ruinas de ciudades fortificadas, castillos, oficinas de administración gubernamental, viejos campos de batalla y otras ruinas históricas relacionadas con la política o el gobierno.
3. Restos de santuarios y templos, antiguas tierras de recintos y otras ruinas históricas relacionadas con la religión.
4. Escuelas, instituciones de investigación, instalaciones culturales y otras ruinas históricas relacionadas con la educación, el aprendizaje o la cultura.
5. Instalaciones de asistencia médica y bienestar, instituciones relacionadas con la vida y otras ruinas históricas relacionadas con la sociedad y la vida.
6. Instalaciones de transporte y comunicación, instalaciones de conservación de bosques y control de inundaciones, instalaciones de fabricación y otros sitios históricos relacionados con actividades financieras o de fabricación.
7. Tumbas y monumentos de piedra con inscripciones.
8. Antiguas residencias, jardines, estanques y otras áreas de particular importancia histórica.

- Ruinas relacionadas con extranjeros o países extranjeros.

### Lugares de belleza paisajística y lugares de belleza paisajística especiales
1. Parques y jardines
2. Puentes y diques
3. Árboles en flor, hierba en flor, colores de otoño, árboles verdes y otros lugares de denso crecimiento.
4. Lugares habitados por aves y animales salvajes, peces/insectos y otros.
5. Rocas, cuevas.
6. Barrancos, gargantas, cascadas, arroyos de montaña, simas.
7. Lagos, marismas, humedales, islas flotantes, manantiales
8. Dunas de arena, cordones litorales, costas, islas
9. Volcanes, onsen
10. Montañas, colinas, mesetas, llanuras, ríos
11. Vistas panorámicas

### Monumentos naturales y monumentos naturales especiales
1. Animales
  1. Animales conocidos propios de Japón y su hábitat.
  2. Animales no específicos de Japón, pero que necesitan ser preservados como animales japoneses característicos bien conocidos y su hábitat.
  3. Animales o grupos de animales específicos de Japón en su entorno natural.
  4. Animales domésticos especiales en Japón.
  5. Animales importados conocidos actualmente en estado salvaje con la excepción de los animales domésticos, y su hábitat.
  6. Espécimen animal particularmente valioso.
2. Plantas, vegetación
  1. Árboles antiguos de interés histórico, árboles gigantes, árboles viejos, árboles deformados, madera para pulpa cultivada, árboles en la carretera, bosques santuario.
  2. Bosques vírgenes representativos, flora forestal poco común.
  3. Plantas alpinas representativas, grupos de plantas especiales en terreno rocoso.
  4. Grupos representativos de plantas de páramo.
  5. Ejemplos representativos de vegetación costera y suelo arenoso.
  6. Ejemplos representativos de áreas de turberas que forman plantas.
  7. Grupos de plantas que crecen en cuevas o grutas.
  8. Plantas acuáticas poco comunes en estanques de jardín, onsen, lagos, marismas, arroyos, mar, etc., algas, musgos, microbios, etc.
  9. Ocurrencia notable de plantas epifitas en rocas, árboles o arbustos.
  10. Crecimiento de plantas notables en tierras marginales.
  11. Crecimiento notable en las plantas silvestres.
  12. Hábitat silvestre de plantas poco comunes o casi extintas.
3. Características geológicas y mineralógicas.
  1. Sitios de producción de rocas, minerales y fósiles.
  2. Estratos conformables y discordantes.
  3. Estratos plegados y empujados.
  4. Características geológicas causadas por los seres vivos.
  5. Fenómenos vinculados a la dislocación por terremotos y movimientos de masa terrestre.
  6. Cuevas, grutas.
  7. Ejemplos de organización rocosa.
  8. Onsen y sus sedimentos.
  9. Erosión y fenómenos relacionados con la intemperie.
  10. Fumarolas y otros elementos vinculados a la actividad volcánica.
  11. Fenómenos relacionados con el hielo y las heladas.
  12. Espécimen particularmente precioso de roca, minerales y fósiles.
4. Territorios representativos ricos en monumentos naturales a proteger (áreas naturales protegidas).

## Monumentos registrados
Se ha establecido un sistema separado de 'registro' (en oposición a la 'designación' anterior) para edificios modernos amenazados por la expansión urbana u otros factores. Los monumentos del período Meiji en adelante, que requieren preservación, pueden registrarse como  Monumentos Registrados (登録記念物?). Los miembros de esta clase de Bienes Culturales reciben asistencia y protección más limitadas, basadas principalmente en la notificación y orientación gubernamental. A partir de abril de 2012, se registraron 61 monumentos bajo este sistema.